# 波洞星球
波洞星球是腾讯公司在2018年8月15日推出的动漫社区网站，由原来的QQ动漫转型而来。目的是希望透過產品能力的開放，使「優秀作品」變得熱門。2021年9月30日，波动星球永久关闭。